# 레몽 코파
레몽 코파(프랑스어: Raymond Kopa, 본명: 레몽 코파셰프스키(Raymond Kopaszewski), 1931년 10월 13일 ~ 2017년 3월 3일)는 프랑스의 전 축구 선수로 포지션은 공격형 미드필더, 윙어였다.

## 경력
1931년 폴란드 이민자 출신 가정에서 태어났으며 17세 때 앙제 SCO와 계약을 맺으면서 프로 무대에 데뷔하게 된다. 1951년 스타드 드 랭스로 이적했고 1953년과 1955년 팀의 리그 1 우승에 기여했다. 1956년에는 팀을 유러피언컵(UEFA 챔피언스리그의 전신) 결승전까지 진출시켰지만 랭스는 결승전에서 레알 마드리드에 3-4로 패하면서 준우승을 차지하게 된다.
1956년 레알 마드리드로 이적했고 1957년과 1958년 시즌에서 팀의 라 리가 우승에 기여했다. 1957년 유러피언컵 결승전에서 레알 마드리드가 피오렌티나를 2-0으로 누르고 유러피언컵 우승을 차지하는 데에 공헌했으며 1958년과 1959년에도 팀의 유러피언컵 우승에 공헌했다. 1959년 스타드 드 랭스로 복귀했고 1960년과 1962년 팀의 리그 1 우승에 공헌했다. 리그 1(프랑스 1부 리그) 클럽 소속으로 있는 동안 346경기에 출전하면서 75득점을 기록했고 1958년 프랑스 선수로는 처음으로 발롱도르를 수상했다.
1952년부터 1962년까지 프랑스 대표팀에서 뛰는 동안 45경기에 출전하면서 18득점을 기록했으며 1958년 FIFA 월드컵에서 프랑스가 3위를 차지하는 데에 공헌했다.
2004년 3월 펠레가 선정한 현존하는 최고의 축구 선수 목록인 FIFA 100에 선정되었다.

## 수상 및 수여

#### 랭스
- 디비시옹 1 : 1952–53, 1954–55, 1959–60, 1961–62
- 디비시옹 2 : 1965-66
- 라틴 컵 : 1953
- 유로피언컵 준우승 : 1955-56

#### 레알 마드리드
- 라리가 : 1956–57, 1957–58
- 유로피언컵 : 1956–57, 1957–58, 1958–59
- 라틴 컵 : 1957

#### 프랑스 축구 국가대표팀
- FIFA 월드컵 3위 : 1958

### 개인
- 발롱도르 : 1958
- FIFA 월드컵 도움왕 : 1958[1]
- 프랑스 올해의 선수 : 1960[2]
- 프랑스 세기의 선수 3위[3]
- 월드사커 20세기 최고의 선수 100인
- 월드사커 올해의 팀[4] : 1963
- Etoile d'Or: 1960
- FIFA XI : 1963
- FIFA 100[5] : 2004
- UEFA 회장상 : 2010
- 골든풋 : 2006

#### 서훈
- 레지옹 도뇌르 슈발리에 : 1970
- 레지옹 도뇌르 오피서 : 2007

#### 발롱도르[6]
- 1956 - 3
- 1957 - 3
- 1958 - 1
- 1959 - 2
- 1960 - 6
- 1962 - 11